# Sølvi Vatnhamar
Sølvi Vatnhamar (* 5. Mai 1986 in Leirvík) ist ein faröischer Fußballspieler.

## Karriere

### Vereine
Vatnhamar begann im Alter von 17 Jahren für den in seinem Geburtsort ansässigen LÍF Leirvík im Seniorenbereich mit dem Fußballspielen. Seine ersten beiden Spielzeiten bestritt er in der 2. deild, die folgenden drei in der zweitklassigen 1. deild, nachdem mit Beginn der Spielzeit 2005 die 1. Liga als höchste Spielklasse unter wechselnden Sponsorennamen in Erscheinung tritt.
Seit der Spielzeit 2008 kommt er für den aus der Fusion des GÍ Gøta mit dem LÍF Leirvík hervorgegangenen Verein Víkingur Gøta in der höchsten Spielklasse, die seit der Spielzeit 2005 bisher viermal eine Namensänderung erfahren hatte, als Mittelfeldspieler zum Einsatz. Sein Ligadebüt gab er am 31. März 2008 (1. Spieltag) beim 4:1-Sieg im Heimspiel gegen B68 Toftir. Seine ersten beiden Tore erzielte er am 28. Mai 2008 (9. Spieltag) beim 5:0-Sieg im Auswärtsspiel gegen B71 Sandur mit den Treffern zum 1:0 und 3:0 in der 21. und 70. Minute. Während seiner (noch andauernden) Vereinszugehörigkeit gewann er zweimal in Folge die Meisterschaft, sechsmal (viermal in Folge) den nationalen Vereinspokal und fünfmal den Supercup.

### Nationalmannschaft
Vatnhamar debütierte als Nationalspieler für die U21-Nationalmannschaft, die am 6. Juni 2007 in Elbasan mit 0:1 gegen die U21-Nationalmannschaft Albaniens im zweiten Spiel der EM-Qualifikationsgruppe 1 für die Europameisterschaft 2009 in Schweden verlor. Am 6. und 9. September 2008 kam er beim 2:2 gegen die U21-Nationalmannschaft Aserbaidschans und bei der 0:1-Niederlage gegen die U21-Nationalmannschaft Griechenlands zum Einsatz.
Seit seinem Debüt am 19. November 2013 für die A-Nationalmannschaft, die das Freundschaftsspiel im Ta’ Qali-Stadion gegen die A-Nationalmannschaft Maltas mit 2:3 verlor, ist er für diese nach wie vor aktiv. Sein erstes Länderspieltor erzielte er am 28. März 2016 beim 3:2-Sieg über die A-Nationalmannschaft Liechtensteins mit dem Treffer zum 3:0 in der 58. Minute. Er bestritt ferner 25 EM- und 18 WM-Qualifikationsspiele, 12 in der UEFA Nations League und weitere 14 in Freundschaft ausgetragene Länderspiele (Stand: 16. November 2023).

## Erfolge
- Färöischer Meister 2016, 2017
- Färöischer Pokal-Sieger 2009, 2012, 2013, 2014, 2015, 2022
- Färöischer Supercup-Sieger 2014, 2015, 2016, 2017, 2018
- Torschützenkönig 2022, 2023 (20, 21 Tore)